# Зефрин, Макс
Макс Зе́фрин (нем. Max Sefrin; 21 ноября 1913, Штамбах — 10 августа 2000) — политик в ГДР, член ХДС. Заместитель председателя Совета министров ГДР, министр здравоохранения ГДР в 1958—1971 годах.

## Биография
В 1930—1932 годах Макс Зефрин получил торговое образование, в 1932—1937 годах учился в лётной школе, затем служил в люфтваффе в звании обер-фельдфебеля. Некоторое время в 1945 году пробыл в советском плену.
В 1945—1949 годах руководил муниципальным предприятием, служил советником городского правительства в Йютербоге. В 1946 году вступил в Христианско-демократический союз, занимал руководящие партийные должности. Входил в состав главного правления ХДС, в 1954—1958 годах занимал должность заместителя генерального секретаря, с 1966 годах — заместителя председателя партии.
В 1952 году Макс Зефрин был избран депутатом Народной палаты ГДР, с 1971 года занимал должность заместителя председателя комитета по национальной обороне. В 1958—1971 годах являлся заместителем председателя Совета министров ГДР и входил в состав правительства ГДР в ранге министра здравоохранения. В 1961—1990 годах занимал пост заместителя председателя Лиги дружбы народов ГДР.

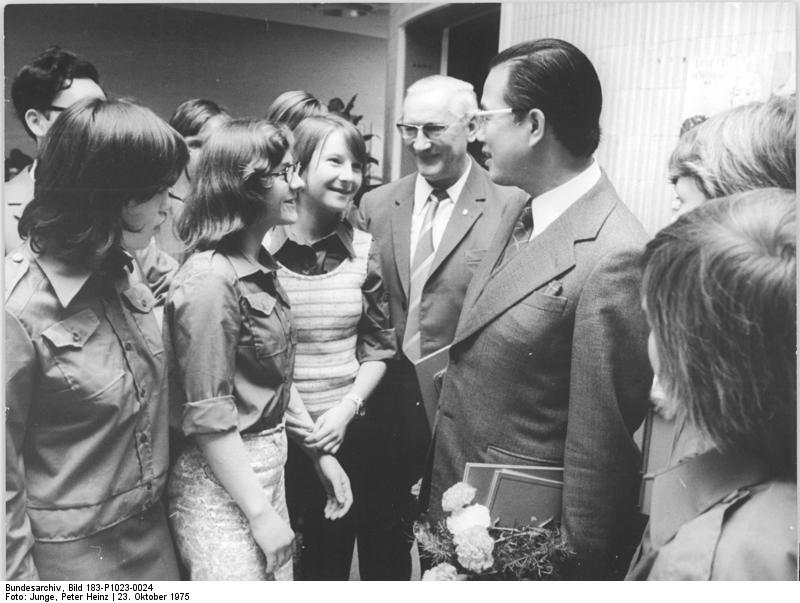
Молодёжь ГДР на встрече с председателем подкомитета Вьетнама Комитета солидарности ГДР Максом Зефрином и советником посольства ДРВ. 1975